# Lipová (okres Přerov)
Lipová je obec ležící v okrese Přerov. Žije zde 270 obyvatel. Rozkládá se v údolí říčky Bystřičky, ve východní části okresu Přerov, na úpatí Hostýnských vrchů.
V obci se nenachází žádné památky, ale je proslavena rodinnou pálenicí slivovice p. Krutila, která je v provozu nepřetržitě již od roku 1916.

## Historie
První písemná zmínka o obci pochází z roku 1368.
Ke dni 25. 2. 2008 zde žilo 256 obyvatel, z toho je 126 mužů a 130 žen.

## Obecní správa
V letech 1960–1983 k obci patřil Křtomil.

## Doprava
Lipová má výhodné autobusové spojení s městy Přerov a Bystřice pod Hostýnem.

## Galerie

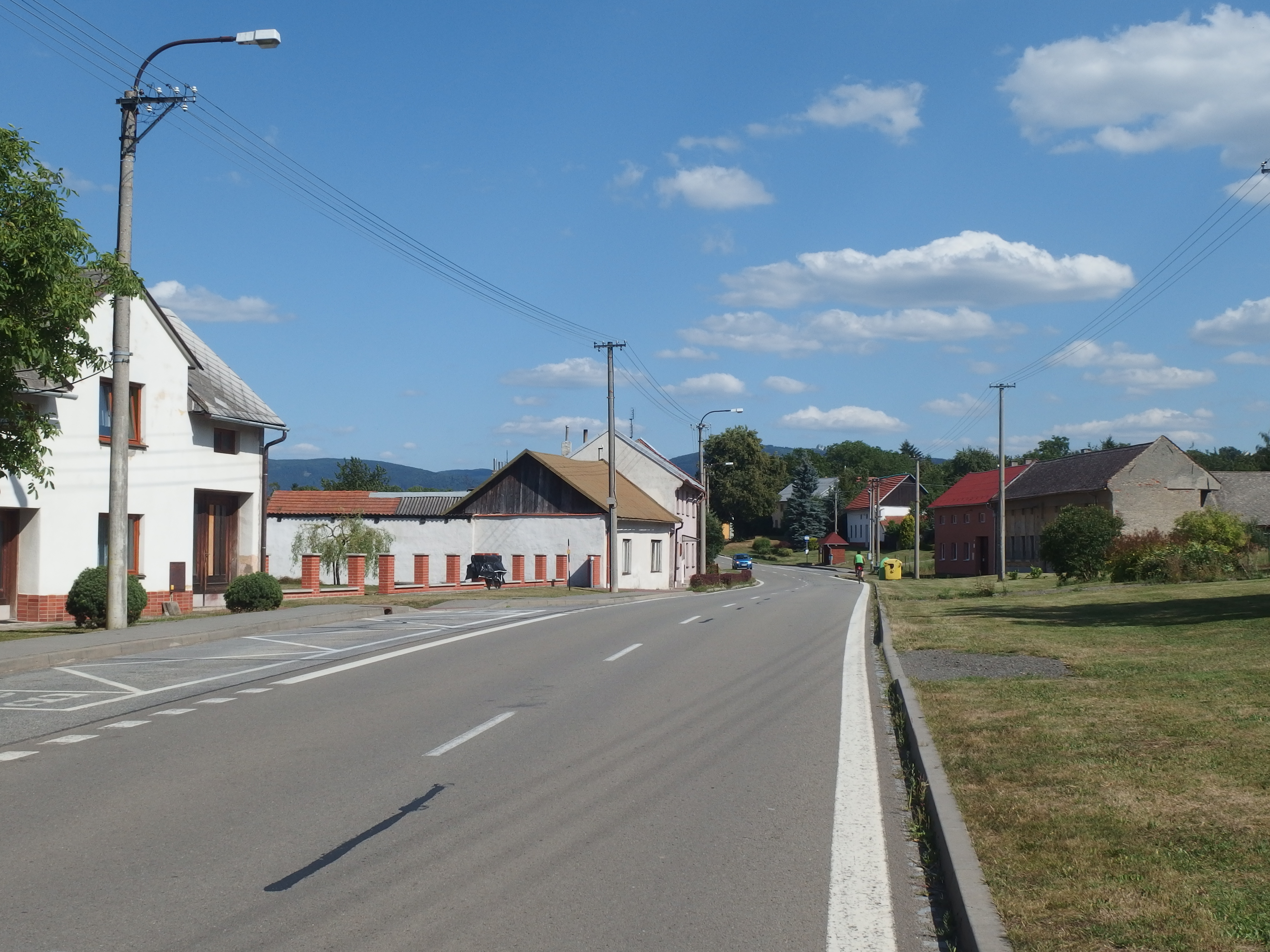
Střed obce
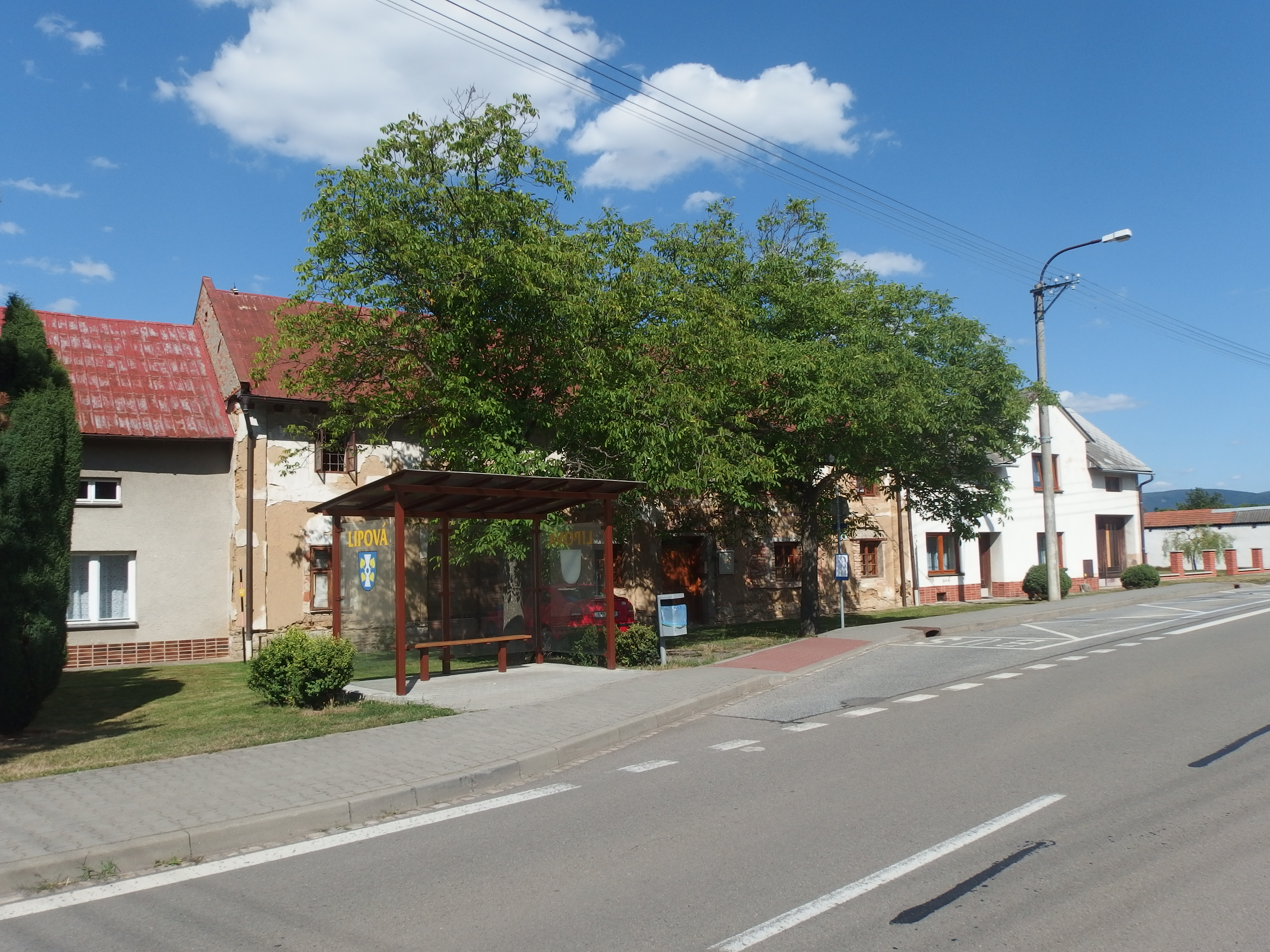
Autobusová zastávka
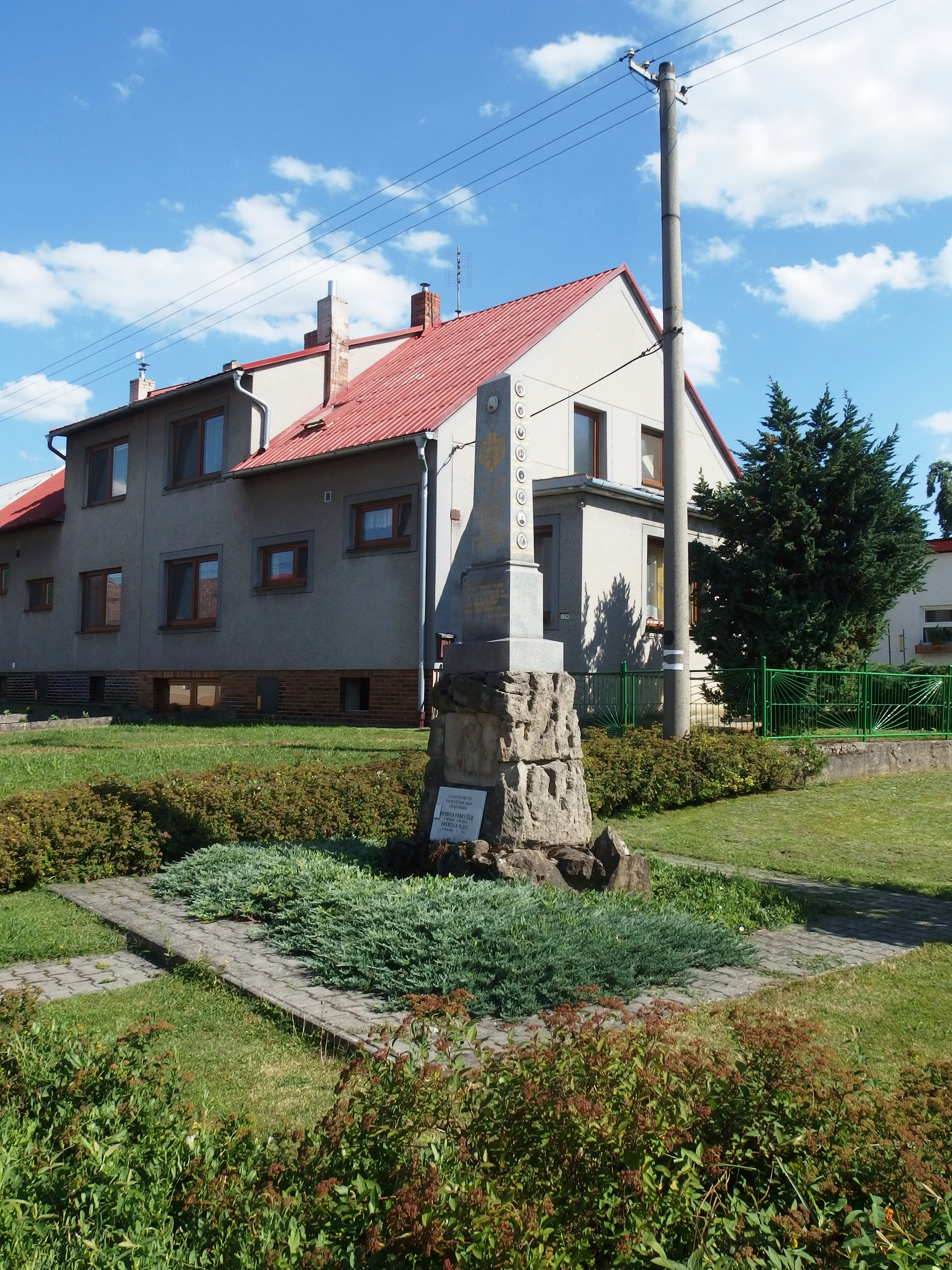
Pomník obětem I. sv. války
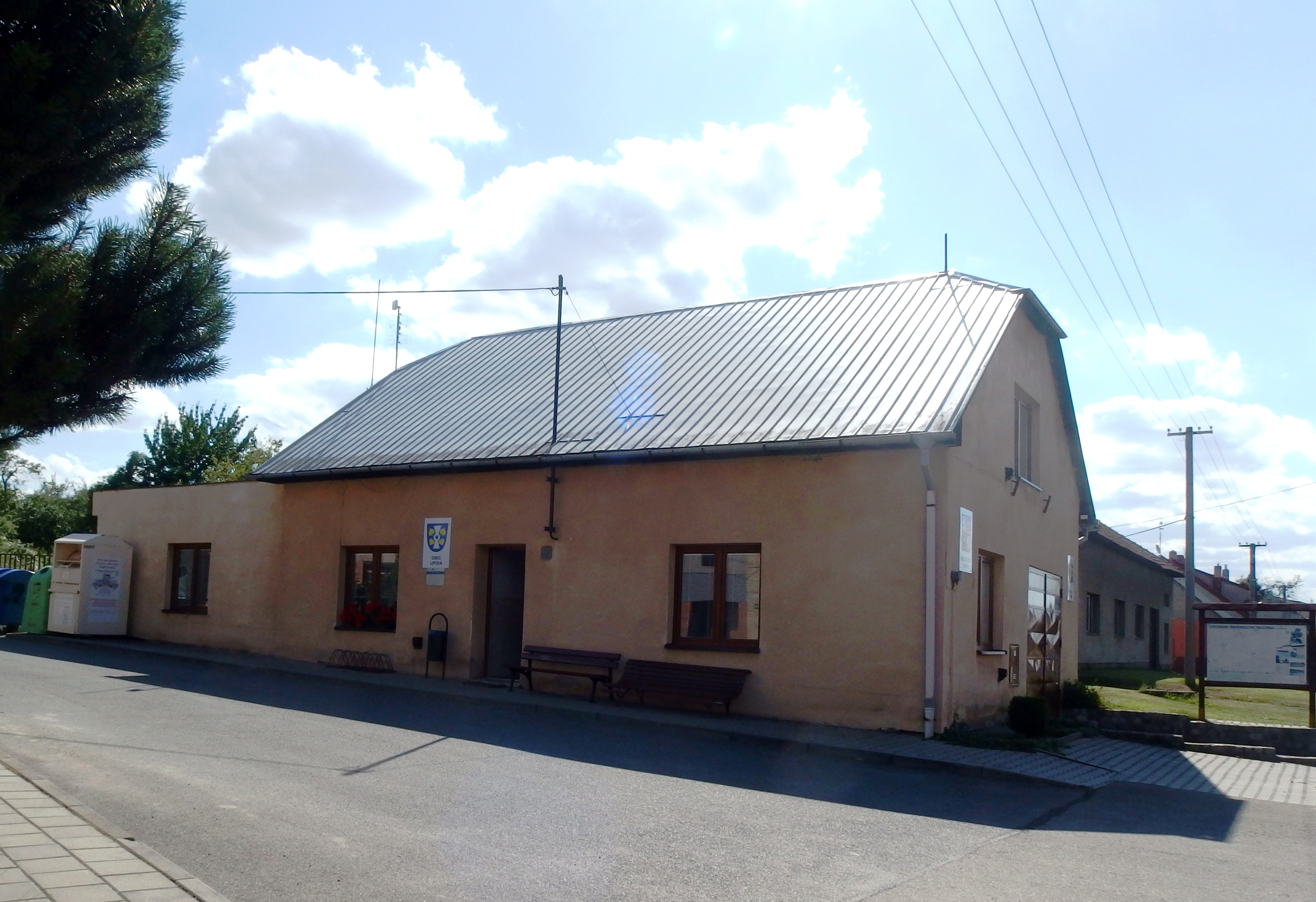
Obecní úřad